# Otodome
Otodome (jap. 音止めの滝 Otodome-no-taki) – wodospad w Japonii, w Parku Narodowym Fudżi-Hakone-Izu, w prefekturze Shizuoka.

## Pochodzenie nazwy
Według dawnej legendy, nazwa wodospadu Otodome (pol. „wstrzymany dźwięk”) nawiązuje do wydarzenia, kiedy wodospad ucichł, gdy dwaj samuraje, bracia Gorō i Jūrō Soga dokonali odwetu na mordercy ich ojca nocą w 1193 roku na polowaniu u stóp góry Fudżi. Wydarzenia te poruszyły głęboko ludność regionu Kantō, skąd pochodzili bracia. Ich czyn, jako wojowników, został uznany za godny naśladowania i pochwały. 
Pod koniec okresu Kamakura (1185–1333) powstało kilka wersji opowieści o ich zemście. Historia o braciach Soga jest pełna pouczeń i wyjaśnień prawd buddyjskich. Wywarła wpływ na powstanie wielu utworów teatralnych oraz literackich: kusazōshi (książki ilustrowane) i ukiyozōshi (książki o ulotnym świecie) w XVII wieku.

## Opis
Otodome znajduje się na rzece Shiba, ma 25 m wysokości i 5 m szerokości. W jego bliskim sąsiedztwie znajduje się wodospad Shiraito. 
Otodome znajduje się na liście stu najpiękniejszych wodospadów Japonii, stworzonej przez japońskie Ministerstwo Środowiska w 1990 roku.